# Chus Mateo
Chus Mateo, né le 23 janvier 1969 à Madrid, en Espagne, est un entraîneur espagnol de basket-ball.

## Biographie
Chus Mateo commence à entraîner les équipes de basket-ball des jeunes du Collège des Augustins de Madrid et du Real Madrid, où il a travaillé de 1991 à 1995. Entre 1993 et 1997, il a été entraîneur adjoint de l'équipe d'Espagne des moins de 16 ans. 
Le 27 juin 2006, Mateo est nommé entraîneur par Basket Saragosse, devenant ainsi entraîneur principal pour la première fois de sa carrière.
En 2012, il signe avec les Shanxi Brave Dragons en Chinese Basketball Association.
En 2014, il devient l'assistant de Pablo Laso au Real Madrid.
Le 5 juillet 2022, Mateo est promu au poste d'entraîneur après que le Real Madrid se soit séparé de Laso. 
Le 21 mai 2023, lors de sa première saison complète en tant qu'entraîneur, il mène Madrid à sa 11e victoire en Euroligue malgré l'absence de plusieurs joueurs clés en raison de blessures et de suspensions. 
Le 12 mai 2024, Mateo est nommé entraîneur de l'année de l'Euroligue après avoir guidé le Real Madrid à la première place de la saison régulière de l'Euroligue 2023-2024. Il remporte également le titre de champion d'Espagne 2024 en battant Murcie en finale 3-0. Il réalise le doublé la saison suivante. 
Le 3 juillet 2025, le Real se sépare de Chus Mateo et engage Sergio Scariolo. 

## Palmarès
- Euroligue 2023
- Champion d'Espagne 2024, 2025
- Coupe du Roi 2024
- Supercoupe d'Espagne 2022, 2023
- Meilleur entraîneur de l'Euroligue 2024